# Vedelha
Vedelha (occità Vedelha) és un municipi francès, situat a la regió d'Occitània, departament de l'Arieja.